# Сороковський Сергій Анатолійович
Сергі́й Анато́лійович Сороко́вський — капітан Збройних сил України, учасник російсько-української війни.
Випускник Академії сухопутних військ ім. гетьмана Сагайдачного.

## Нагороди
За особисту мужність і героїзм, виявлені у захисті державного суверенітету та територіальної цілісності України, вірність військовій присязі під час російсько-української війни нагороджений
- орденом Богдана Хмельницького III ступеня (4.12.2014).